# Johan August Berlin
Johan August Berlin (Parroquia de Malsta, Suecia 7 de agosto de 1851-Svartsö, 9 de julio de 1910) fue un explorador, médico y botánico sueco.
Fue un especialista en pastos gramíneas Poaceae. 
En 1883 participó de la «Expedición a Islandia y Groenlandia de Nordenskiöld», a bordo del «Sofía».
- La abreviatura «Berlin» se emplea para indicar a Johan August Berlin como autoridad en la descripción y clasificación científica de los vegetales.[1]